# Civil War Generals II
Civil War Generals II est un jeu vidéo de type wargame développé par Impressions Games et publié par Sierra On-Line en  1997 sur PC. Le jeu fait suite à Robert E. Lee: Civil War General et se déroule, comme ce dernier, pendant la guerre de Sécession. Il propose 46 scénarios historiques couvrant des batailles comme celles de Fredericksburg, Gettysburg, Vicksburg et Chickamauga. Il inclut également 17 campagnes, l’une d’elles permettant notamment de retracer l’ensemble du conflit avec l’un ou l’autre des deux camps. Il intègre enfin de nombreux scénarios alternatifs ainsi qu’un éditeur de scénarios. Le gameplay du jeu est globalement similaire à celui de son prédécesseur. Les combats se déroulent sur une carte, divisée en cases hexagonales, où sont représentés les différents types de terrain et les unités. 

## Accueil
| Civil War Generals II |      |       |
| Média                 | Pays | Notes |
| Cyber Stratège        | FR   | 3.5/5 |
| GameSpot              | US   | 67 %  |
| Gamezilla             | US   | 79 %  |
| Gen4                  | FR   | 4/5   |
| Joystick              | FR   | 72 %  |